# オスモセン
オスモセン(Osmocene)は、有機オスミウム化合物の一つである。化学式Os(C5H5)2のメタロセンである。

## 合成
オスモセンは、市販されている。酸化オスミウム(VIII)と臭化水素酸を反応させた後、亜鉛とシクロペンタジエンで処理することにより得られる。
エルンスト・オットー・フィッシャーとハインリヒ・グランベールにより、ジメトキシエタン中で、塩化オスミウム(IV)と過剰量のシクロペンタジエニルナトリウムを反応させることにより、恐らく塩化オスミウム(II)を中間体として、初めて合成された。または、臭化シクロペンタジエニルマグネシウムを塩化オスミウム(IV)と反応させることでも得られるが、収率は悪い。

## 性質
オスモセンは白色固体である。2つのシクロペンタジエニル環でオスミウムイオンがサンドイッチされた分子構造である。より軽いホモログであるルテノセンと同形であり、両者ともかさなり型配座である。これは、ねじれ型配座であるフェロセンとは対照的である 。
フェロセンやルテノセンと比べると、オスモセンは求電子芳香族置換体への反応性が乏しいが、ルイス酸との付加物を作りやすい。
オスモセニウムカチオン[Os(C5H5)2]+は二量化し、Os-Os結合を持つ二核の錯体を形成する。対照的に、デカメチルオスモセニウムカチオン[Os(C5H5)2]+は、単量体で安定である。

## 利用
2009年、Horst KunkelyとArnd Voglerは、オスモセンを触媒として光触媒水分解が行われる可能性を報告した。